# Cratere Imogen
Imogen è un cratere d'impatto presente sulla superficie di Titania, il maggiore dei satelliti di Urano, a 23,8° di latitudine sud e 321,2° di longitudine est. Il suo diametro è di quasi 30 km.
Il cratere è stato battezzato dall'Unione Astronomica Internazionale con riferimento ad un personaggio della tragedia shakespeariana Cimbelino, Imogene, figlia di Cimbelino.